# Peter Tschentscher
Peter Tschentscher (Bremen, 20 de enero de 1966) es un político alemán del Partido Socialdemócrata (SPD). Desde marzo de 2018 se desempeña como Primer Alcalde de Hamburgo. Desde 2008 es miembro del Parlamento de Hamburgo. Desde 2011 hasta 2018 se desempeñó como senador (ministro) de Finanzas de Hamburgo bajo el mandato de Olaf Scholz.

## Primeros años y educación
Tschentscher creció en Oldenburgo, Baja Sajonia, como el segundo de cuatro hijos de un comerciante de madera y una maestra de costura. En 1985, completó su educación secundaria en el Gymnasium Eversten Oldenburg y realizó su servicio civil en el servicio de ambulancias en Wittmund, Frisia Oriental. Posteriormente, estudió medicina y biología molecular en la Universidad de Hamburgo, obteniendo su título de médico en 1994 y doctorándose en medicina en 1995 con una tesis sobre inmunoquímica.
Entre 1994 y 2006, trabajó como médico asistente en diversas áreas del Centro Médico Universitario de Hamburgo-Eppendorf, incluyendo medicina interna, microbiología médica y medicina transfusional. En 2003, fue reconocido como químico clínico y, en 2006, como especialista en medicina de laboratorio. En 2008, obtuvo su habilitación en química clínica y medicina de laboratorio, y hasta 2011 trabajó como médico jefe y profesor asociado en el centro de diagnóstico del UKE.

## Carrera política
Tschentscher se unió al SPD en 1989. Desde 1991 hasta 2008, fue miembro de la Asamblea del Distrito de Hamburgo-Norte, presidiendo el grupo parlamentario del SPD entre 1999 y 2008. En 2008, fue elegido miembro del Parlamento de Hamburgo, donde se desempeñó como vicepresidente y portavoz de política financiera del grupo parlamentario del SPD.
El 23 de marzo de 2011, fue nombrado Senador de Finanzas de Hamburgo en el gobierno de Olaf Scholz. Durante su mandato, supervisó la privatización del banco HSH Nordbank y representó a Hamburgo en el Bundesrat como vicepresidente del Comité de Finanzas.

#### Alcalde de Hamburgo
En 2018, Peter Tschentscher fue elegido como sucesor de Scholz tras la designación de este como Vicecanciller Federal y Ministro de Finanzas de Alemania. Tschentscher fue elegido Primer Alcalde de Hamburgo el 28 de marzo de 2018.
En 2020, Tschentscher enfrentó sus primeras elecciones estatales como líder del ejecutivo de Hamburgo. Aunque el Partido Socialdemócrata sufrió una leve pérdida de votos en comparación con los comicios anteriores, se mantuvo como la fuerza más votada. Tras las elecciones, se barajaron tres posibles coaliciones con mayoría en el Parlamento: una continuación de la coalición existente con Alianza 90/Los Verdes, una "gran coalición" con la Unión Demócrata Cristiana, y una alianza con La Izquierda, posible debido a la pertenencia de Tschentscher al ala más progresista del SPD. Finalmente, se optó por renovar la coalición con Alianza 90/Los Verdes, y Tschentscher fue reelegido como Primer Alcalde el 10 de junio de 2020.
En noviembre de 2022, asumió la presidencia del Bundesrat, cargo que ocupó hasta octubre de 2023. Desde noviembre de 2023 hasta noviembre de 2024, se desempeñó como Primer Vicepresidente del Bundesrat.
En las elecciones estatales de 2025, el SPD experimentó un descenso significativo, perdiendo nueve escaños en la Cámara Estatal y opteniendo su peor resultado en toda la historia del partido en Hamburgo. Su socio de coalición, Alianza 90/Los Verdes, también se vio afectado, perdiendo ocho escaños. A pesar de estos resultados, la coalición mantenía una mayoría suficiente para gobernar. Se consideró nuevamente una posible coalición con la CDU, opción que fue descartada por Tschentscher.

## Vida privada
Tschentscher está casado y tiene un hijo adulto. Reside con su esposa en el distrito de Barmbek-Nord en Hamburgo. Él es de confesión evangélica-luterana, mientras que su esposa es católica.